# Lauro León Vázquez
Lauro León Vázquez (n. San Juan Bautista, Tabasco, 18 de agosto de 1836 - San Juan Bautista, Tabasco, 27 de diciembre de 1897) Fue un político mexicano que llegó a ocupar el cargo de Gobernador del estado mexicano de Tabasco en tres ocasiones, todas en forma interina.

## Primeros años
Lauro León Vázquez estudió inglés, francés y teneduría de libros en Nueva Orleáns. Además fue agricultor, apicultor, comerciante y político.
León Vázquez formó parte en 1867 de la III Legislatura del Congreso. De ideas liberales, comenzó una minuciosa revisión y llevó a cabo algunas reformas que beneficiaron a los comerciantes y hacendados del estado. Y en 1875 formó parte de la VII Legislatura, que planteó la derogación del 5% de gravamen sobre la venta de terrenos, fincas rústicas, fábricas y establecimientos mercantiles, así como de los requisitos necesarios para obtener el título de farmacéutico.

## Gobernador interino de Tabasco

### Primer período
La primera ocasión que Lauro León Vázquez se hizo cargo del gobierno de Tabasco en forma interina, fue el 10 de diciembre de 1882, cuando el entonces gobernador interino del estado Wenseslao Briseño Bonilla, quien se había hecho cargo del gobierno debido al asesinato de Manuel Foucher, dejó el cargo a consecuencia de un motín por partidarios del General Eusebio Castillo, teniendo que huir hacia el puerto de Frontera y Veracruz.
Sin embargo, Lauro León Vázquez renunció a la gubernatura de Tabasco el mismo día de haber tomado posesión del cargo, argumentando que no había condiciones para gobernar el estado, quedando en su lugar Francisco de Paula Aguilar.

### Segundo período
En 1883 se realizaron elecciones para gobernador del estado, siendo electos Manuel Mestre Gorgoll para gobernador, y Lauro León Vázquez como Vicegobernador. Lauro León ocupó el cargo de gobernador interino del estado como Vicegobernador encargado del Poder Ejecutivo, del 10 de septiembre al 1 de octubre de 1883 cubriendo la ausencia del gobernador quien pidió licencia por estar delicado de salud.

### Tercer período
La tercera ocasión que se hizo cargo de la gubernatura del estado como Vicegobernador encargado del Poder Ejecutivo, fue del 2 de febrero al 24 de julio de 1884 cuando cubrió nuevamente la ausencia del gobernador Manuel Mestre Gorgoll en virtud de habier solicitado licencia para separarse del cargo en forma provisional para atender asuntos personales.

#### Primera piedra del Palacio de Gobierno
Durante este período, a Lauro León Vázquez, le correspondió el honor de colocar el 5 de mayo de ese año, la primera piedra del Palacio de Gobierno de Tabasco cuya propuesta original la había hecho en 1879 el entonces gobernador Francisco de Lanz y Rolderat. Su construcción se terminaría diez años después, bajo el gobierno de Simón Sarlat Nova.
El 29 de mayo de 1884 sancionó un decreto de la Legislatura que declaraba Ciudadano distinguido de Tabasco al General Pedro Sainz de Baranda.

## Fallecimiento
Lauro León Vázquez, falleció en la ciudad de San Juan Bautista de Tabasco el 27 de diciembre de 1897.